# Harpegnathos alperti
Harpegnathos alperti (лат.) — вид прыгающих муравьёв из подсемейства Ponerinae (Formicidae).

## Распространение
Филиппины (остров Лусон, Юго-Восточная Азия).

## Описание
Длина тела: 19 мм (рабочие). Тело черное; мандибулы и усики шоколадно-коричневые; ноги желтовато-шоколадно-коричневые. При виде анфас задний край головы прямой; скапус превышает задний край головы не менее чем на ширину скапуса; оцеллии присутствуют; лобные доли широкие, закрывают антеннальные впадины; лобные кили короткие, длиной примерно в два раза больше ширины скапуса, расходятся; наличник узко вдавлен между лобными долями; треугольная лабральная доля; глаза очень крупные, яйцевидные, занимают переднебоковой край головы; мандибулы довольно круто сходятся от прикреплений; голова неравномерно сетчато-пунктированная; усиковый скапус с редкими, короткими прямыми и субпрямыми волосками. Скульптура на дорсуме переднеспинки с неровными полосами, расходящимися назад; дорсум мезонотума с неровными, но субпараллельными полосами; дорсум проподеума крупнопунктированный; петиоль с дорсальной и латеральной крупной пунктировкой; волосистость на теле редкая. Вид был впервые описан в 2016 году и назван в честь мирмеколога  Г. Д. Альперта (Dr. Gary D. Alpert).